# 福井鉄道120形電車

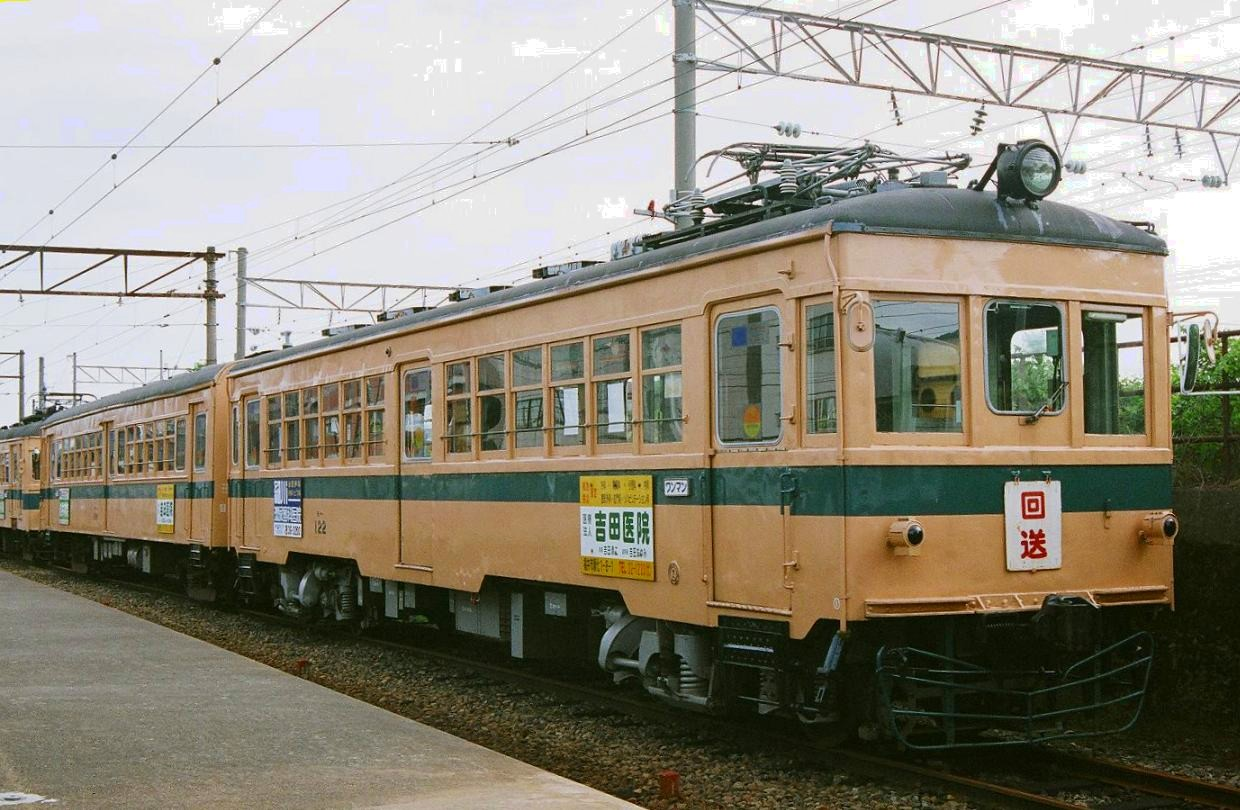
モハ122（旧モハ122-1）2004年撮影

福井鉄道120形電車（ふくいてつどう120がたでんしゃ）は、1950年（昭和25年）に登場した福井鉄道の電車である。2006年に全廃された。福井鉄道の旧型高床電車で福武電気鉄道デハ20形電車とともに保存され現存する形式である。

## 車両
2両編成2本が在籍したが、元となった車両は2本とも異なる。

### 第一編成（旧120形）
第一編成モハ121-1+モハ122-1は、1950年に日本車輌製造で製造された福井鉄道の自社発注車である。元々は前後ともに運転台を設けた両運転台車両（モハ121・モハ122）として各々単独で運用されていたが、後に一方の運転台を撤去して2両1編成にまとめられた。後述の第二編成と異なり、貫通扉がない、運転席が路面電車のように運転室の中央に配置されている、といった特徴があった。主に福武線において運用されていたが、鯖浦線や南越線での運用実績もあった。

### 第二編成（旧150形）

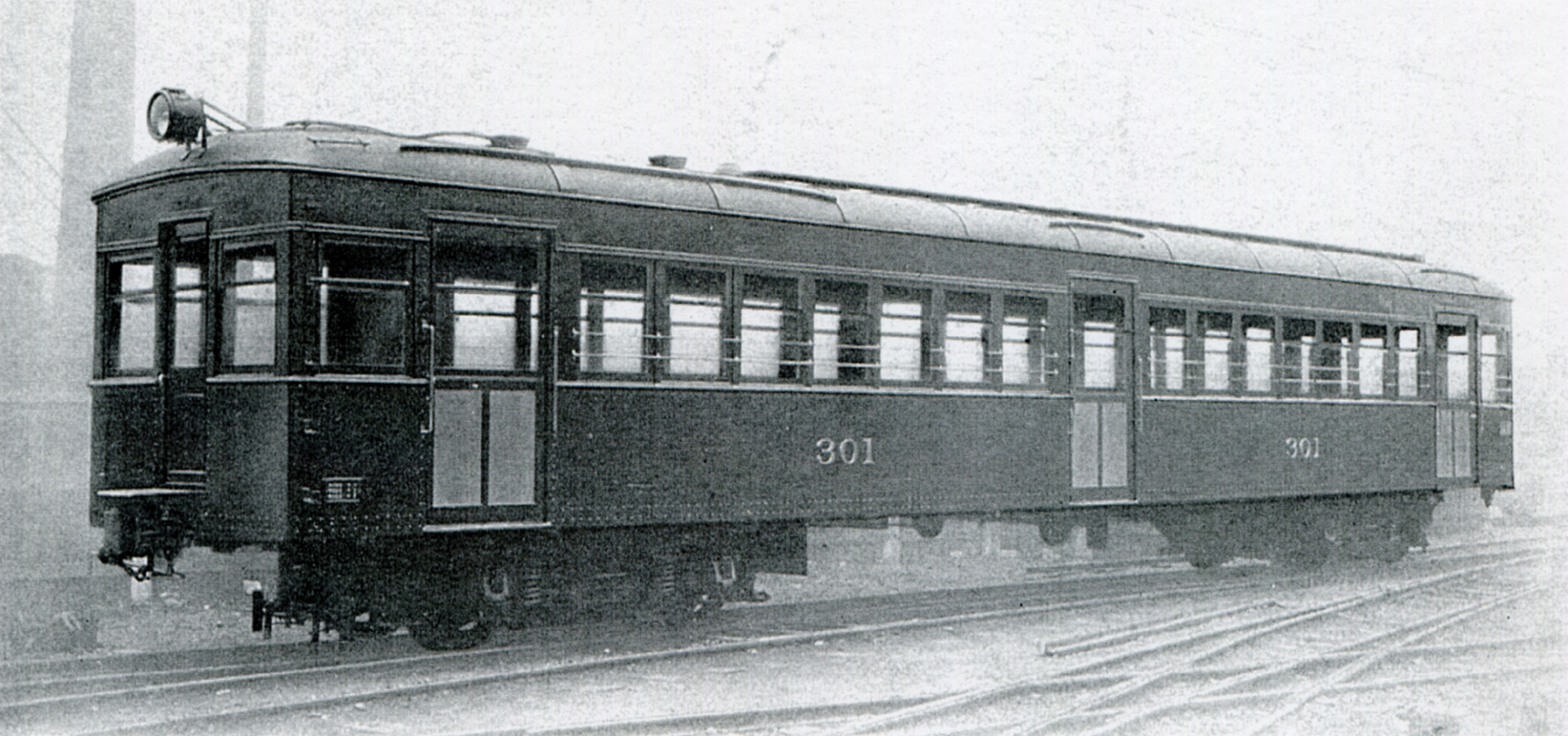
三河鉄道デ300形301

第二編成のモハ121-2+モハ122-2は1929年に登場した元三河鉄道デ300形（デ302、301）であり、三河鉄道と名古屋鉄道（名鉄）の合併後は名鉄モ3000形（モ3001、3002）となり、1966年の廃車後は車体のみを福井鉄道が譲受し、自社で用意した電装品を組み合わせて南越線用の150形（モハ151、クハ151）として導入した。全長17m級の半鋼製車体を持ち、制御器は間接非自動制御方式（HL）、台車は日本国有鉄道（国鉄）から譲受したTR11台車を使用していた。
1971年の南越線部分廃止後は福武線に転属し、電装解除や120形との連結改造（車体短縮、福井市内電停用のステップ取り付けなど）が行われ、クハ121、クハ122として1972年に運用開始した。その後1978年に再び主電動機を搭載した上で2両1編成にまとめて、モハ121-2+モハ122-2となった。

### 車体
車体は鋼製だが、車内は床、窓格子、座席手すりなど内装のほとんどに木材を使用したいわゆる半鋼製車両であり、座席配置はロングシートであった。冷房化はされておらず、天井に扇風機が備え付けられていた。

## 経歴（2両編成化以降）

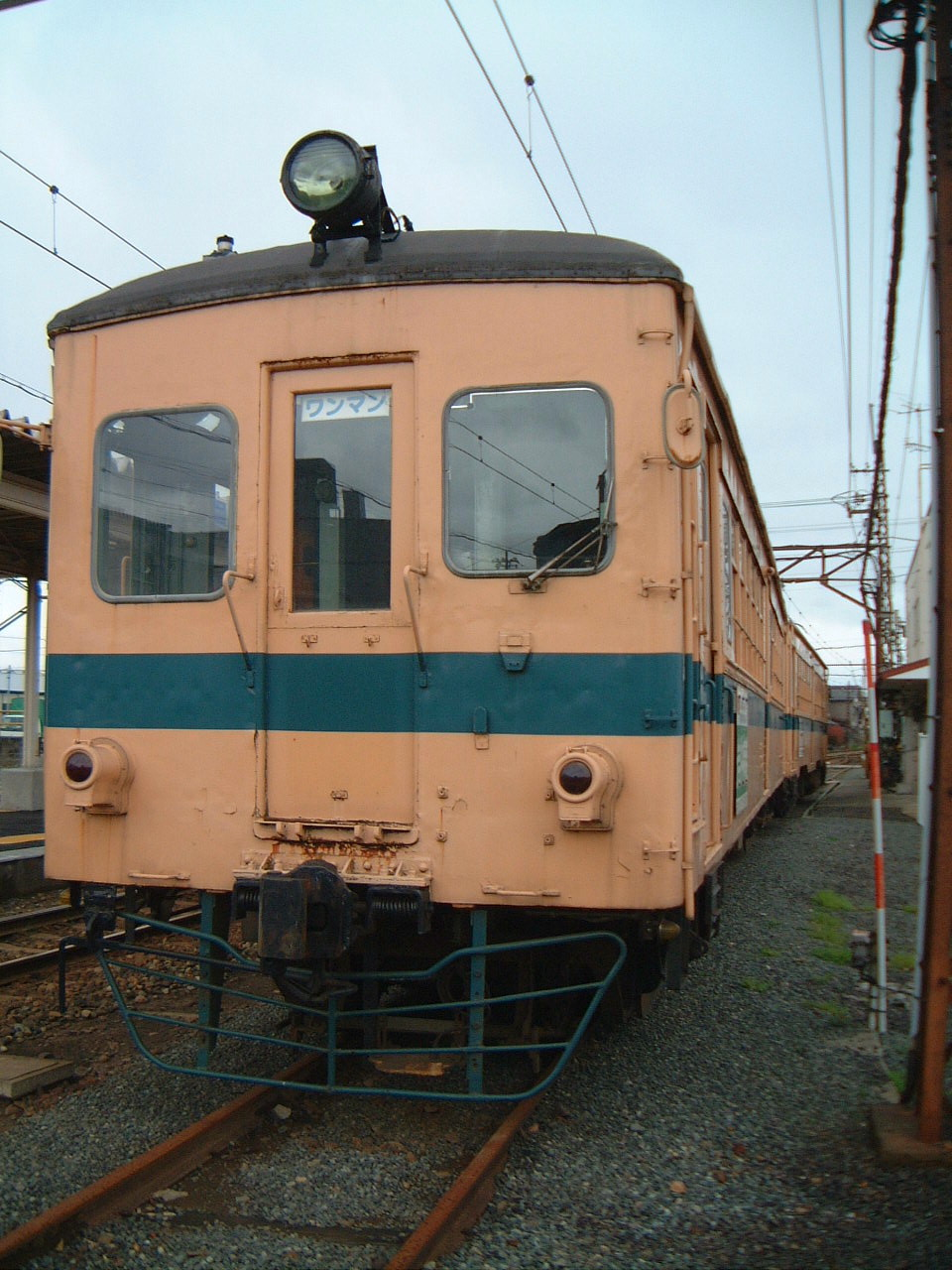
クハ122（旧モハ122-2）2006年撮影

1992年に第一編成が、2006年に第二編成が廃車となった。
両編成とも主電動機の動力伝達方式は吊り掛け駆動方式であったが、第二編成については、1997年に200形の走行装置の換装によって発生した同系列のND-108台車とSE525電動機を流用してWN駆動方式に改められており、その際に車番がモハ122-1はモハ122、モハ122-2は電装解除されクハ122となった。
福井鉄道に長年在籍していた車両の一つであるが、末期は平日朝の臨時急行以外にほとんど運行されず、予備車扱いであった。2006年4月の元名鉄の低床車導入以降しばらく休車状態となり、同年6月24日と25日には80形と共にさよなら運転が行われた。
さよなら運転の後、第二編成は廃車となりクハ122は解体されたが、モハ122は個人へと売却され、2006年8月11日より、越前市今立地区の個人の敷地にて保存されている。
なお、第一編成のモハ121-1も廃車後長期間に渡って西武生にある車両工場の側線に留置されていたが、保存等は行われず前述元名鉄低床車導入に伴う必要スペースを捻出するために解体されている。

## 主要諸元（1両当たり）
- 車体構造：半鋼製
- 自重
  - モハ：31.5t(121-1)、30.5t(121-2)、26.5t(122)
  - クハ：24.2t
- 定員
  - モハ121-1・122：100人（座席定員：43人）
  - モハ121-2、クハ122：120人（座席定員：56人）